# Nelson Nogier
Nelson Nogier (* 27. Mai 1996 in Saskatoon, Saskatchewan) ist ein kanadischer Eishockeyspieler, der seit Juli 2025 beim österreichischen Klub Vienna Capitals aus der ICE Hockey League unter Vertrag steht und dort auf der Position des Verteidigers spielt. Zuvor verbrachte er unter anderem sechs Jahre in der Organisation der Winnipeg Jets sowie kurzzeitig bei den Los Angeles Kings in der National Hockey League (NHL).

## Karriere

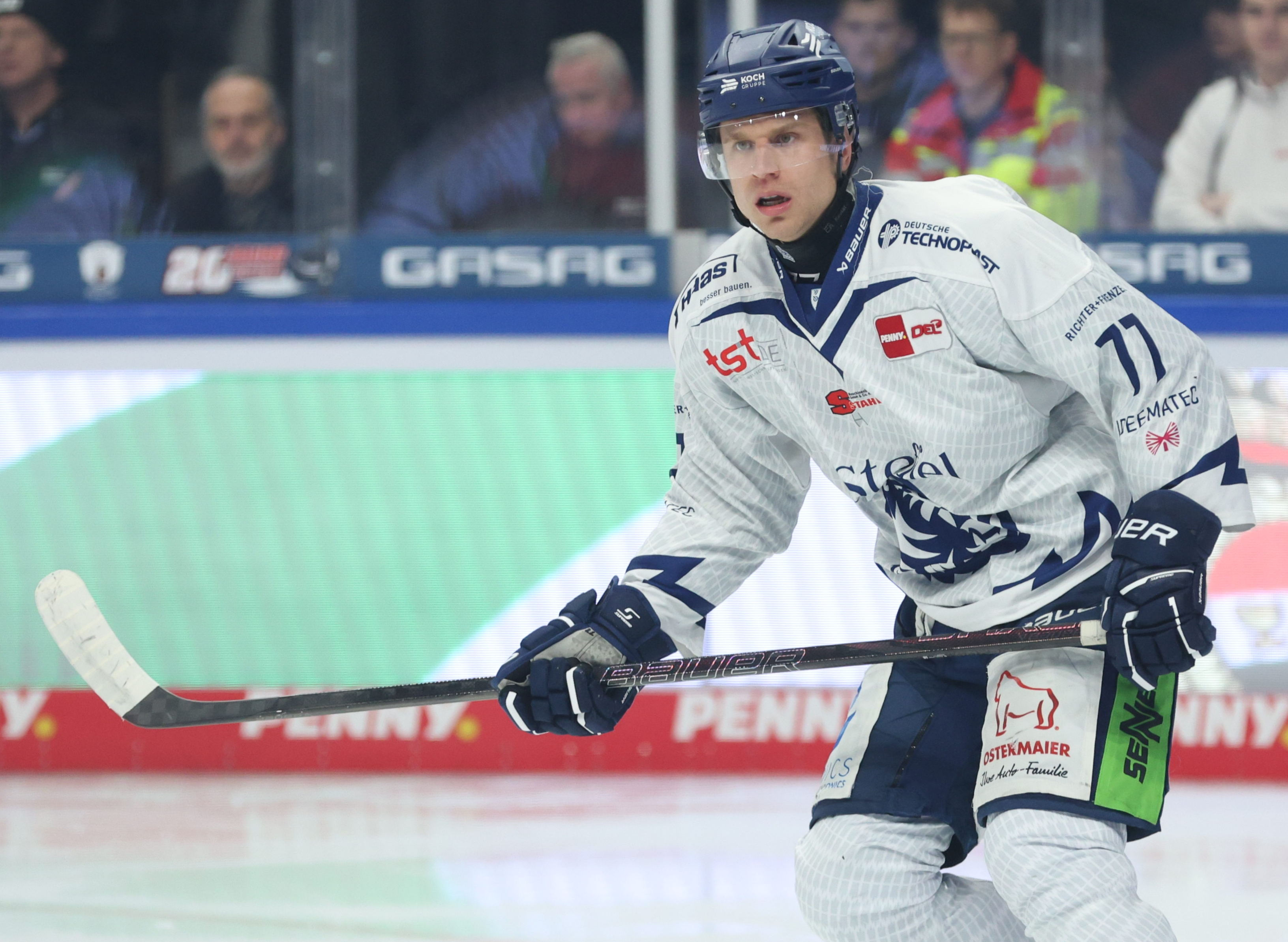
Nogier im Trikot der Straubing Tigers (2025)

Nogier verbrachte den Großteil seiner Juniorenzeit bei den Klubs seiner Geburtsstadt Saskatoon. Zunächst zwischen 2011 und 2012 bei den Saskatoon Contacts und nach der Auswahl im Bantam Draft der Western Hockey League (WHL) mit Beginn der Saison 2012/13 bei den Saskatoon Blades. Für die Blades, die er im Memorial Cup 2013 vertrat, lief der Verteidiger bis Mitte Dezember 2014 auf, ehe er zum Ligakonkurrenten Red Deer Rebels transferiert wurde. Zuvor hatte Nogier am Ende der Spielzeit 2013/14 die Daryl K. (Doc) Seaman Trophy für seine schulischen Leistungen in Verbindung mit seinen sportlichen Erfolgen erhalten. Zudem war er im NHL Entry Draft 2014 in der vierten Runde an 101. Stelle von den Winnipeg Jets aus der National Hockey League (NHL) ausgewählt worden. Nach seinem Wechsel lief der Abwehrspieler bis zum Ende des Spieljahres 2015/16 auf und nahm ein weiteres Mal am Memorial Cup teil.
Im Anschluss an seine Juniorenkarriere wurde der Kanadier im Juni 2016 von den Winnipeg Jets unter Vertrag genommen. Diese setzten ihn im Verlauf der Saison 2016/17 in ihrem Farmteam, den Manitoba Moose, in der American Hockey League (AHL) ein. Im März 2017 wurde Nogier erstmals in den NHL-Kader berufen, wo er schließlich sein Debüt feierte. Nach sechs Jahren in der Organisation der Jets wurde Nogier im März 2022 im Tausch für Markus Phillips an die Los Angeles Kings abgegeben. Nachdem er dort im restlichen Saisonverlauf ausschließlich beim Kooperationspartner Ontario Reign in der AHL zum Einsatz gekommen war, wurde sein auslaufender Vertrag nicht über die Spielzeit 2021/22 hinaus verlängert.
Der Kanadier schloss sich daraufhin im September 2022 dem kasachischen Hauptstadtklub Barys Astana aus der Kontinentalen Hockey-Liga (KHL) an. Dort verbrachte er auch die folgende Spielzeit, ehe er zur Saison 2024/25 für ein Jahr zu den Straubing Tigers in die Deutsche Eishockey Liga (DEL) wechselte. Zur Spielzeit 2025/26 heuerte Nogier innerhalb des deutschen Sprachraums beim österreichischen Klub Vienna Capitals im Spielbetrieb der ICE Hockey League an.

### International
Für sein Heimatland spielte Nogier bei der World U-17 Hockey Challenge 2013 für die Auswahl Canada Western. Er schloss das Turnier mit dem Team auf dem neunten Rang ab. In fünf Turniereinsätzen bereitete der Abwehrspieler ein Tor vor.

## Erfolge und Auszeichnungen
- 2014 Daryl K. (Doc) Seaman Trophy

## Karrierestatistik
Stand: Ende der Saison 2024/25

### International
Vertrat Kanada bei:
- World U-17 Hockey Challenge 2013

(Legende zur Spielerstatistik: Sp oder GP = absolvierte Spiele; T oder G = erzielte Tore; V oder A = erzielte Assists; Pkt oder Pts = erzielte Scorerpunkte; SM oder PIM = erhaltene Strafminuten; +/− = Plus/Minus-Bilanz; PP = erzielte Überzahltore; SH = erzielte Unterzahltore; GW = erzielte Siegtore; 1 Play-downs/Relegation; Kursiv: Statistik nicht vollständig)